# Torchii
Torchilii (Torks, Торки, Torky) au fost un trib turcic medieval din famila kîpceac-oguză. Patria lor originară a fost zona cuprinsă între delta Volgii, țărmurile nordice ale Mării Caspice respectiv cele a Lacului Aral unde au fost semnalati deja în secolele al IX-lea- al X-lea al erei noastre. Ulterior, în jurul anului 1000 e.n. ei sunt semnalați în Rusia Kieveana. Ei au fost, alături de berindei și alții, unul din triburile care alcătuiau așa numita confrerie a "șepcilor negre" sau "Karakalpak" . Torkilii erau semi-nomadici și au servit, alături de berindei, ca gărzi de frontieră în solda prințilior kieveni. Pentru un timp ei au alcătuit garda personală a regelui Rusiei Kievene.
În 1177 cumanii au devastat așezările torchile și ale berendeilor din Ucrainia de azi. De altfel, unele toponime din acea țară ca Torets, Torky, Toretske, Torchesk, Torchyn, sau râurile Torets and Torch au fost în trecut asociate cu torchilii. Statisticile etnice ale Regatului medieval al Ungariei consemnează unele grupe de torchili ca fiind sedentarizate în anumite regiuni ale teritoriul de azi al României, dar, comparativ cu consangvinii lor pecenegi, cumani, uzi sau chiar berindei, ei au constituit o prezență mai degrabă evazivă.